# Mischii
Mischii è un comune della Romania di 1 656 abitanti, ubicato nel distretto di Dolj, nella regione storica dell'Oltenia.
Il comune è formato dall'unione di 6 villaggi: Călinești, Gogoșești, Mischii, Mlecănești, Motoci, Urechești.